# Waimiri-atroari
El waimiri-atroari és una llengua de la família lingüística Carib, més específicament de la família Yawaperí, l'únic representant d'aquesta. La llengua més pròpera actual seria el macuxi, de la família pemon. La llengua la parlen els indígenes que habiten la Terra Indígena Waimiri Atroari, situada al sud-est de l'estat brasiler de Roraima i al nord-est de l'estat brasiler de l'Amazones. El poble Waimiri-Atroari s'autodenomina kinja (gent veritable), en oposició a kaminja, utilitzat per als no indígenes. Tots els membres de la comunitat (nens, adults i gent gran) parlen  waimiri-atroari, amb poc bilingüisme en portuguès. Tot i això, la classificació de la situació lingüística és variable, ja que es classifica com a vulnerable per la Unesco. i com a estable per Ethnologue.

## Dialectes
Els Waimiri-atroaris són un únic grup ètnic i presenten dues variacions dialectals principals: el waimiri i l' atroari. La comunitat de parlants ztroari es pot trobar a la regió del riu Alalaú, mentre que els parlants de waimiri es troben més al sud de la terra indígena, a pobles com Mynawa, Karebi, Syna, Pardo, Arine, Cacau, Curiaii e Mare.

## Documentació
La llista de paraules de João Barbosa Rodrigues sembla ser la primera que documenta la llengua el 1885 i es refereix al poble com a Crichanas (Bruno 2003, 12). Un segle després, el 1985, la proposta fonològica i l'alfabet van ser desenvolupats per una parella missionera catòlica del Consell Missioner Indígena (Bruno 2010, 85). Un any després, el 1986, d'una altra parella missionera de la Missió Evangèlica de l'Amazònia (MEVA), va crear una ortografia més precisa (Bruno 2010, 86).
Sembla que la primera descripció detallada la va fer Ana Carla Bruno. Va publicar una dissertació el 2003 sobre la gramàtica descriptiva de la llengua Waimiri-Atroari. Va descriure àmpliament la fonologia, morfologia, lèxic i sintaxi de la llengua. A més, ha continuat detallant la tipologia del Waimiri-Atroari en altres treballs. El 2004, va publicar un article sobre la reduplicació en l'idioma. Els dos anys següents, va detallar el seu sistema pronominal (2005) i construcció del causatiu (2006). Després, el 2008 i el 2009, va analitzar a més les característiques sintàctiques de marcatge de casos; estructura de frases, clàusula i ordre de paraules. Més recentment, va explorar el valor de l’anàlisi lingüística per millorar la revitalització lingüística analitzant l'estructura de síl·labes a l'ortografia i l'educació formal del Waimiri-Atroari (2010).

## Projectes
Tot i que actualment no hi ha projectes de documentació lingüística pel waimiri-atroari, hi ha projectes per a altres idiomes de la família Carib. La documentació en carib suportada per DOBES inclou els idiomes següents: kuikuro, documentat per Bruna Franchetto, a més de kaxuyana i bakairí, que han estat documentats per Sérgio Meira (Báez et al., 2016, 32).

## Fonologia

### Consonants
|            |            | Labial | Alveolar | palatal | Velar | Glotal |
| ---------- | ---------- | ------ | -------- | ------- | ----- | ------ |
| Oclusives  | sordes     | p      | t        |         | k     | ʔ      |
| Oclusives  | sonores    | b      | d        |         |       |        |
| Africades  | sordes     |        |          | t͡ʃ (tx) |       |        |
| Africades  | sonores    |        |          | d͡ʒ (dj) |       |        |
| Fricatives | Fricatives |        | s        | ʃ (x)   |       | h      |
| Nasal      | Nasal      | m      | n        | ɲ (nj)  |       |        |
| Ròtica     | Ròtica     |        | r        |         |       |        |
| Aproximant | Aproximant | w      |          | j (i)   |       |        |

(Bruno 2003, 31)

### Vocals
|         | Frontal   | Central     | Posterior |
| ------- | --------- | ----------- | --------- |
| Tancada | i         | ɨ(y) ɨː(yy) | u         |
| Mitjana | e eː (ee) |             | o oː (oo) |
| Oberta  | ɛ(e)      | a aː (aa)   |           |

(Bruno 2003, 32)

## Morfologia
Bruno (2003) crea una documentació exhaustiva de la morfologia del Waimiri-atroari que inclou noms de possessió, morfemes relacionals, morfemes derivació, pronoms i pronoms de tercera persona. També s’han documentat verbs, que abasten estatus/aspecte, estat d'ànim (imperatius i sufix de negació), clític interrogatiu, formes interrogatives, sufixos causatiu i desideratiu. El waimiri-atroari també té documentació d'adverbis, postposicions, partícules i marques de cas (Bruno 2003).